# Hrabstwo Iowa (Wisconsin)
Hrabstwo Iowa (ang. Iowa County) – hrabstwo w stanie Wisconsin w Stanach Zjednoczonych.
Obszar całkowity hrabstwa obejmuje powierzchnię 768,08 mil² (1989,32 km²). Według szacunków United States Census Bureau w roku 2009 miało 23 498 mieszkańców. Jego siedzibą administracyjną jest Dodgeville.
Hrabstwo zostało utworzone w 1829, jego nazwa pochodzi od Indian Iowa.
Na obszarze hrabstwa znajdują się rzeki Blue, Pecatonica, Wisconsin i Yellowstone oraz 15 jezior.

## Miasta
- Arena
- Brigham
- Clyde
- Dodgeville  – city
- Dodgeville  – town
- Eden
- Highland
- Linden
- Mifflin
- Mineral Point – town
- Mineral Point – city
- Moscow
- Pulaski
- Ridgeway
- Waldwick
- Wyoming

## Wioski
- Arena
- Avoca
- Barneveld
- Cobb
- Highland
- Hollandale
- Linden
- Livingston
- Montfort
- Rewey
- Ridgeway

## CDP
- Edmund